# Aciachne acicularis
Aciachne acicularis är en gräsart som beskrevs av Simon Laegaard. Aciachne acicularis ingår i släktet Aciachne och familjen gräs. Inga underarter finns listade i Catalogue of Life.